# Пам'ятники Кам'янця-Подільського

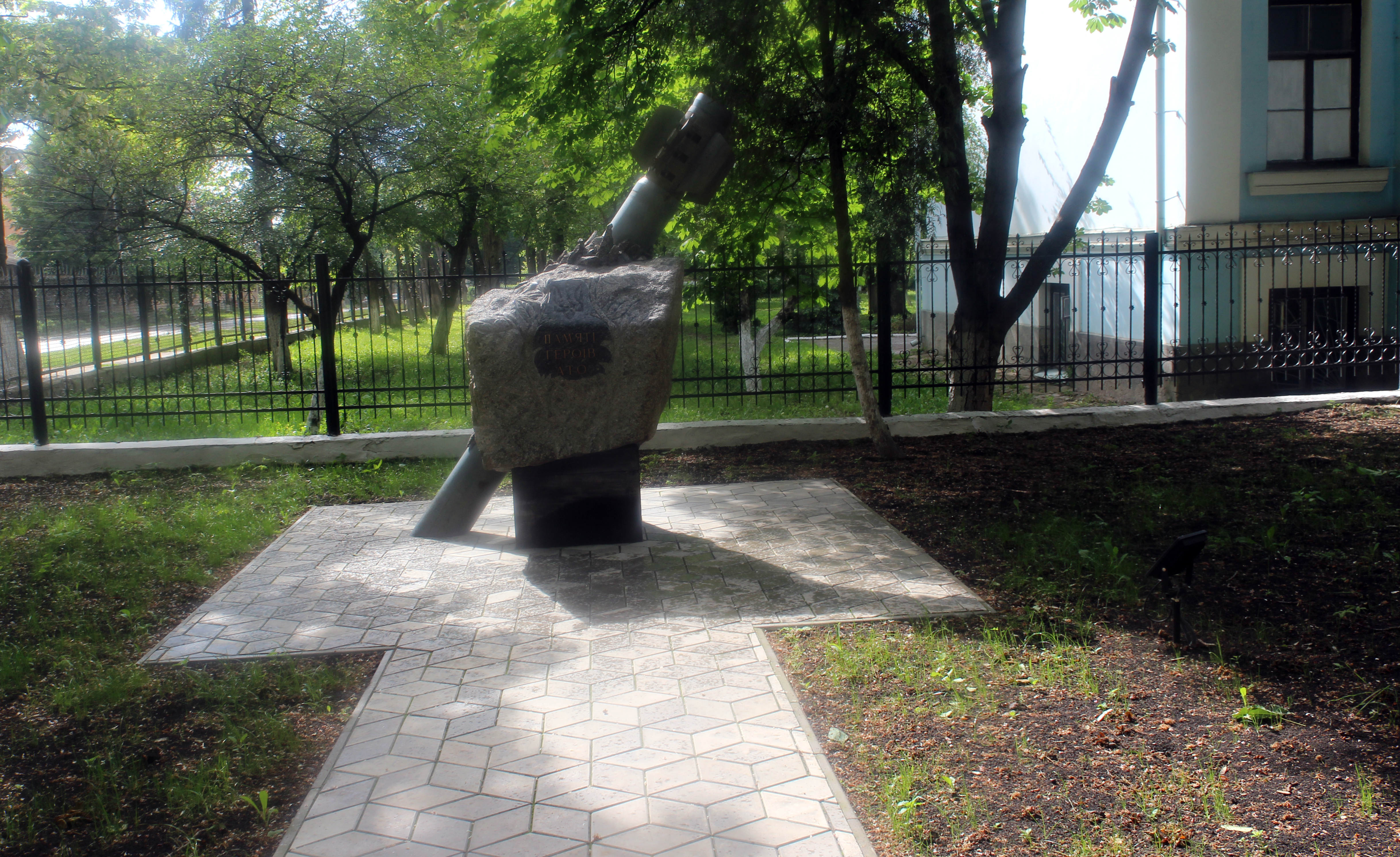
Пам'ятник воїнам АТО

Стаття Пам'ятники Кам'янця-Подільського призначена для ознайомлення із сучасними пам'ятниками, пам'ятними знаками і меморіалами міста Кам'янця-Подільського, районного центру Хмельницької області.

## Коротко про кам'янецькі пам'ятники

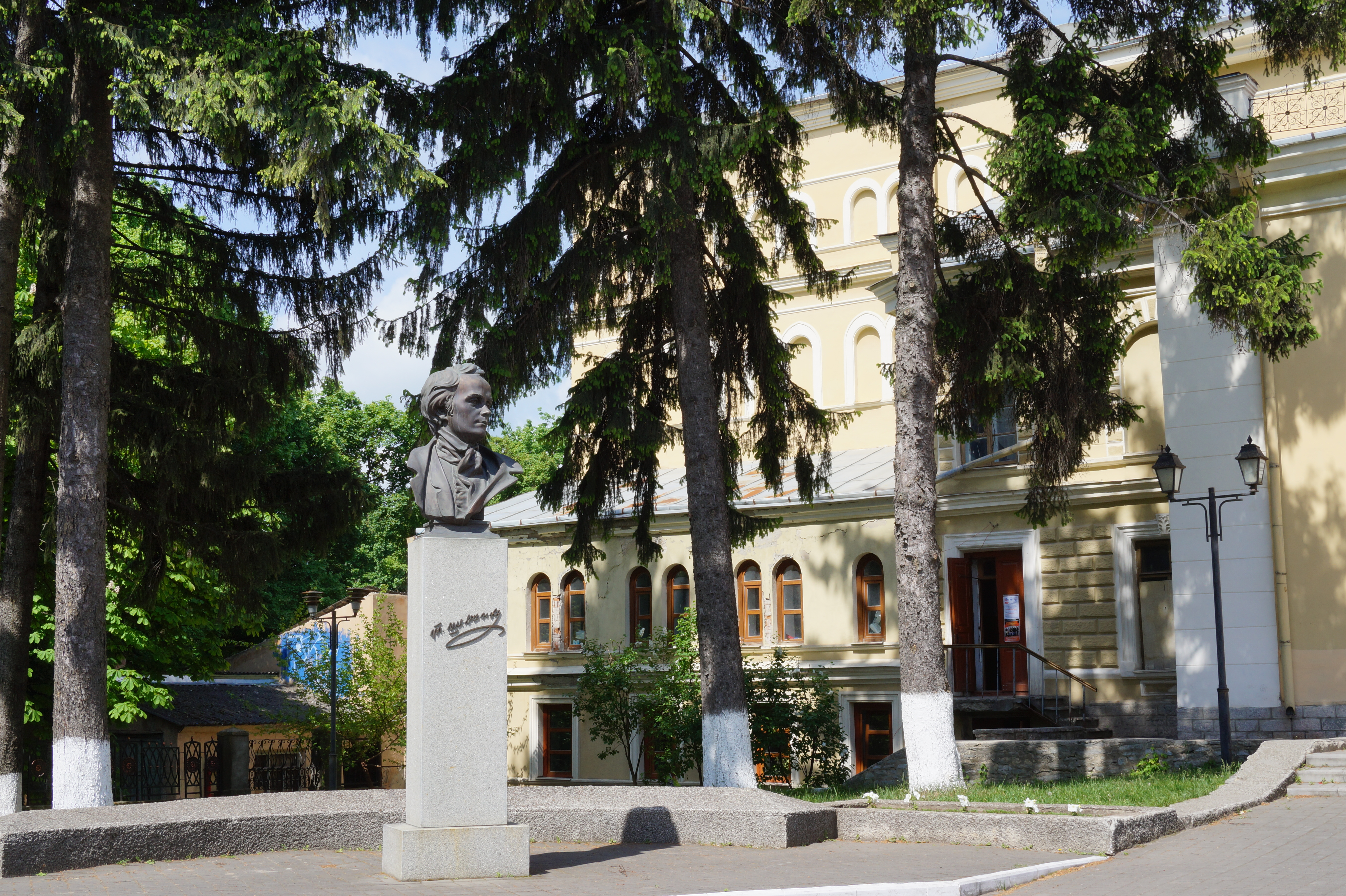
Пам'ятник у сквері на вул. Шевченка

У сучасному Кам'янці-Подільському, одному з найбагатших українських міст на історико-культурні пам'ятки як фортечного, сакрального, так і громадського зодчества (наприклад, найстаріша зі збережених ратуш в Україні), є чимало взірців міської скульптури, однак власне пам'яток монументальної скульптури і/або окремих меморіальних пам'яток-оформлених місць, тобто пам'ятників і пам'ятних знаків відносно небагато. 
Найбільше у Кам'янці-Подільському дотепер радянських пам'ятників, що відносяться до подій ІІ Світової війни. Як і в усіх містах УРСР (і загалом СРСР) у Кам'янці-Подільському був свій центральний і доволі помпезний пам'ятник Леніну (1970; скульптори А. Білостоцький, Г. Кальченко, О. Супрун; архітектори Т. Довженко, І. Медведовський), але простояв він на майдані Відродження лише трохи більше 20 років. Спершу після серпневого путчу й проголошення незалежності України Кам'янець-Подільською міською радою було ухвалено рішення про знесення пам'ятника (29 серпня 1991 року), як такого, що усоблює символ радянської системи, а потому, майже за рік — 18 серпня 1992 року демонтовано й відправлено до КАТП-222808, де багатотонна скульптура зберігається як комунальна власність і дотепер.
Серед пам'ятників, що були відкриті після проголошення Україною незалежості — погруддя Тарасові Шевченку (2000), пам'ятні знаки жертвам сталінських репресій, на честь кам'янчан, що загинули в Радянсько-Афганській війні. Також у цей період завдяки сприянню польської громади, католицтва були відкриті пам'ятник Папі Івану Павлу ІІ і пам'ятний знак Єжи Володийовському.

Пам'ятні знаки Михайлу Драй-Хмарі та Володимиру Свідзінському
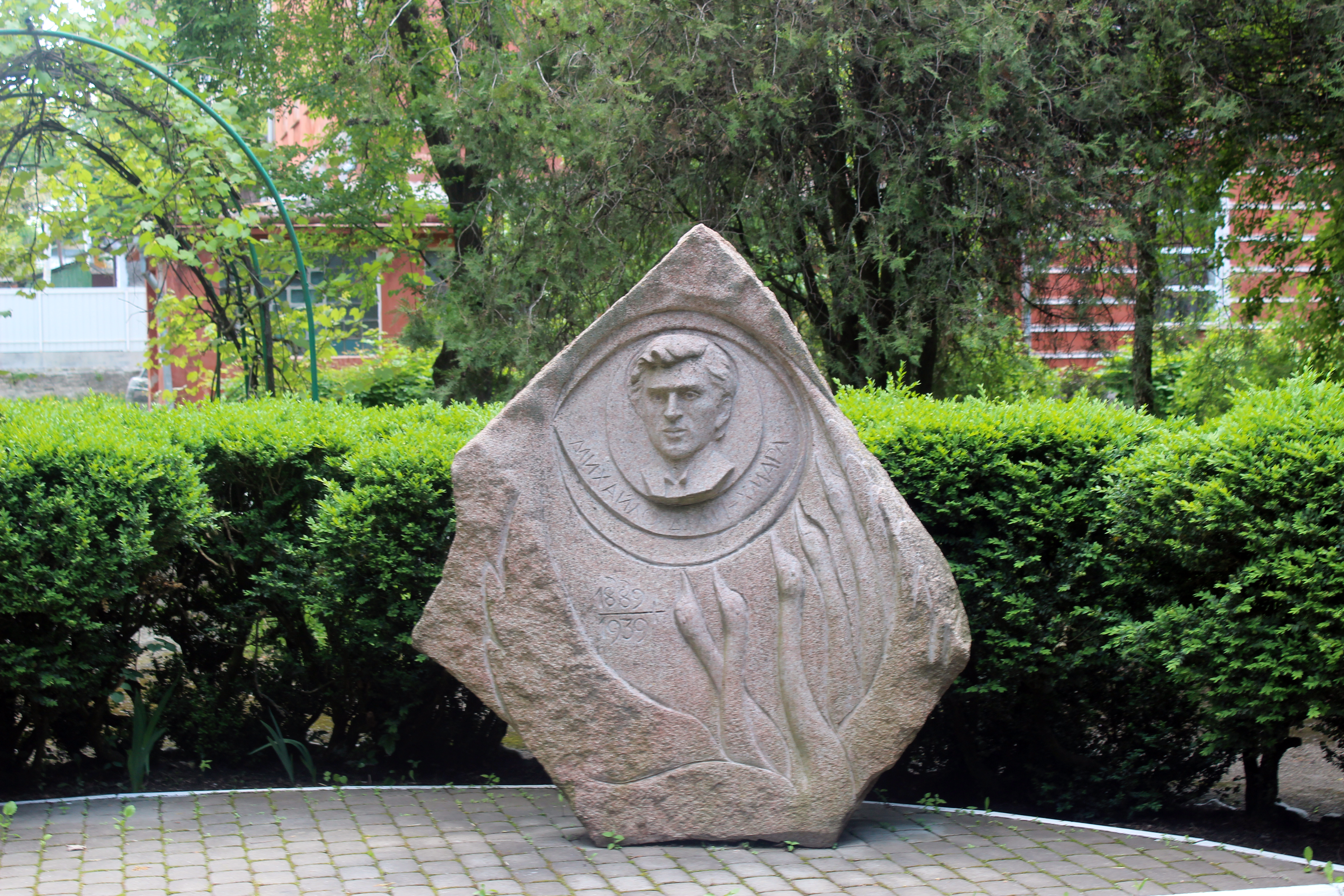
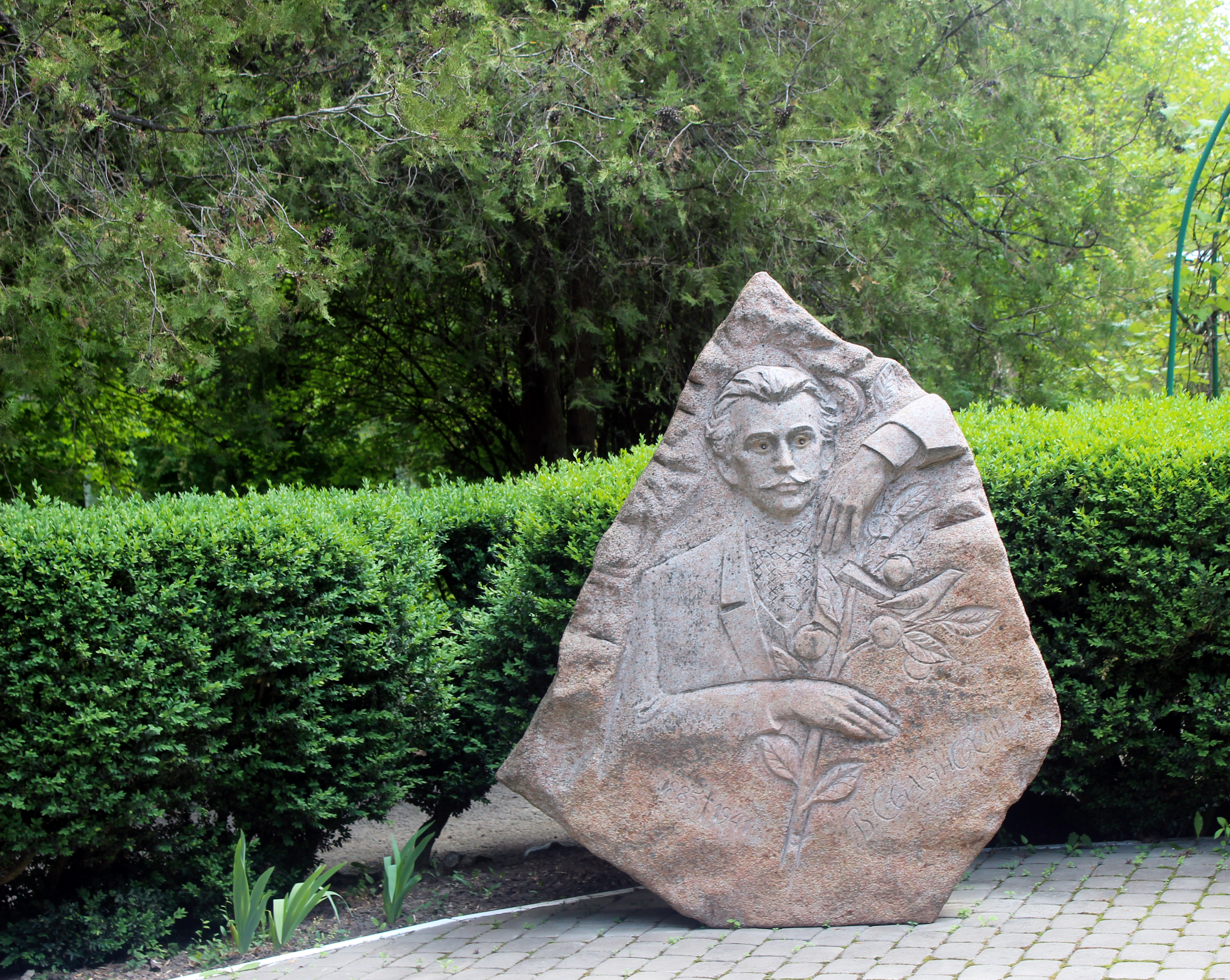

Спостерігається активність у висуненні ідей з відкриття нових пам'ятників у Кам'янці-Подільському. Доволі довго вирішується питання щодо встановлення пам'ятника засновникам міста князям Коріатовичам, також подано пропозицію про вшанування пам'ятниками Симона Петлюри, Івана Огієнка, короля Данила Романовича. До війни відродженням історичної пам'яті про боротьбу українців за незалежність активно займався благодійний фонд «Героїка».

## Перелік пам'ятників
Пам'ятники Кам'янця-Подільського:
| Назва                                                                       | Рік встановлення | Розташування                                                                    | Фото | Короткі відомості |
| 13 загиблим землякам-кам'янчанам, скульптурна композиція                    | 1999             | у Молодіжному сквері (по вулиці кн. Коріатовичів, 3)                            |      | Пам'ятник на честь загиблих 13 воїнів-учасників Радянсько-Афганської війни (1979—89) було встановлено з нагоди 10-ї річниці виведення радянських військ з Афганістану 1999 року. Автори пам'ятного знаку — кам'янецькі художники і скульптори Б. Негода, О. Янішевський, В. Лашко. В українському суспільстві формуються важкі дискусії про воїнів-учасників, в світлі російського вторгнення в Україну, постає питання у якому статусі були вояки Радянсько-Афганської війни чи не в тому ж саму, як і зараз російські окупанти. |
| Володийовському Єжи, пам'ятний знак                                         |                  | на території комплексу Петропавлівського костелу                                |      | Пам'ятний знак на честь національного героя Польщі, оборонця Кам'янця від турків Єжи Володийовського, що загинув під час облоги міста 1672 року встановлено коштом польської громади Кам'янця-Подільського. |
| Пшездецькій Лаурі, скульптурна композиція                                   | 1874             | на території костелу Святих Апостолів Петра і Павла                             |      | Крижова скульптурна композиція Лаури Пшездецької (1853–1874), братової Олександра Пшездецького, в катедрі Святих Апостолів Петра і Павла. |
| Cтатуя Богородиці, скульптурна композиція                                   | 1756             | на мінареті при Кафедральному костелі                                           |      | Металеву скульптуру виконано в стилі бароко з міді, було виготовлено в Гданську. Діва Марія в позі благословення, обличчям на захід, стоїть на земній кулі з півмісяцем. Земну кулю обвила змія з яблуком. Над головою Діви Марії німб із 12 зірок. |
| Івану Павлу ІІ, скульптурна композиція                                      | 2007             | на території парку Петропавлівського костелу                                    |      | Повнофігурний пам'ятник Папі Івану Павлу II урочисто за участі католицькиї ієрархів бувло відкрито 29 червня 2007 року. |
| Скульптурна композиція перед Тринітарським костелом, скульптурна композиція |                  | поблизу площі Вірменський ринок                                                 |      | Скульптурна композиція перед входом до Тринітарського костелу з фігурами двох святих та скульптурою Богородиці. |
| Жертвам Голодомору 1932-1933 роках, скульптурна композиція                  |                  | у сквері Васильєва на вулиці Шевченка                                           |      | Пам'ятник жертвам Голодомору 1932-1933 років. |
| Політичним в'язням німецько-фашистських таборів, пам'ятний знак             | 2001             | у сквері Васильєва на вулиці Шевченка                                           |      | Пам'ятний знак в'язням німецько-фашистських таборів. |
| Жертвам репресій, пам'ятний знак                                            | 1989             | на території Руськофільварецького кладовища                                     |      | Пам'ятний знак жертвам репресій було за великого зібрання народу відкрито 8 грудня 1989 року. |
| Шевченкові Тарасу, скульптурна композиція                                   | 2000             | перед Кам'янець-Подільським міським Будинком культури (вул. Шевченка, буд. 20). |      | Пам'ятник-погруддя великому українському поету й мислителю Тарасу Григоровичу Шевченку був встановлений у 2000 році. Автор пам'ятника — відомий український хмельницький скульптор Богдан Мазур. |
| «Моїм землякам і мертвим, і живим, і ненародженим...», пам'ятний знак       | 1999             | на вулиці кн. Коріатовичів, 3а                                                  |      | Напис біля пам’ятнику кам’янчанам, які загинули в Афганістані. |
| Героям Чорнобиля пам'ятний знак                                             | 2011             | проспект Грушевського                                                           |      | Напередодні 25-ї річниці аварії на ЧАЕС біля приміщення Кам’янець-Подільського міського управління МНС відбулось відкриття пам'ятного знаку. |
| Жертвам Голокосту, пам'ятний знак                                           | 2015             | сквер Родинний                                                                  |      | Меморіальний комплекс жертвам Голокосту. На території меморіалу жертвам Голокосту відкрили пам’ятник невинно убитих 27-28 серпня 1941 року депортованих з території Угорщини євреїв. Всього за 2 дні нацисти закатували 23 тисячі 600 людей. Серед них були угорські, словацькі, польські та подільські євреї. Один з останніх пам’ятників встановлено урядом Угорщини. |
| Туристу, скульптурна композиція                                             | 2013             | на площі Польський ринок поблизу Ратуші                                         |      | Пам’ятник зроблений з чорного заліза та має висоту - 2,05 метри. Авторами скульптури є місцеві митці – скульптор Сергій Кляпетура та художник по металу Сергій Кліщ. |
| Орла, скульптурна композиція                                                |                  | вулиці кн. Коріатовичів                                                         |      | Скульптура в міському парку. |
| Джурі, скульптурна композиція                                               | 2022             | вулиці кн. Коріатовичів                                                         |      | Це козак-зброєносець, що уособлює силу духу українців, нездоланність та волю до перемоги, позаду пам'ятника стела «Міста-герої України». У руках джура тримає прапор як символ боротьби за незалежність крізь століття. Пам’ятник викуваний із чорного заліза. Творці пам’ятника – скульптор Сергій Кляпетура, художник по металу Роман Кліщ. |
| Меморіальний комплекс у сквері «Героїв»                                     | 2022             | сквер Героїв                                                                    |      | Меморіальний комплекс. |
| В'ячеславу Чорновілу, пам'ятний знак                                        | 2015             | на стіні міського Будинку культури                                              |      | Меморіальна дошка українському політику, громадському діячу, Герою України, співініціатору Акту проголошення Незалежності України. Саме біля міського Будинку культури 25 серпня 1991 року В’ячеслав Чорновіл виступав перед громадою та сказав відому в місті фразу: «Вітаю вас, кам’янчани. Тепер ми маємо свою державу». |
| Воїнам часів Другої світової війни, пам'ятний знак                          |                  | на території Руськофільварецького кладовища                                     |      | Майже кожен радянський пам’ятник Другої світової війни — це монументальна пропаганда Радянського союзу. Тому такі об'єкти мають бути переосмислені та змінені, прибрано: «серпи», «молоти», «радянська батьківщина», «41-й рік» і скульптура червоноармійця. Але збережено відомості про загиблих.(потребує демонтажу) |
| Полеглим воїнам міста в часи Другої світової війни, скульптурна композиція  |                  | у сквері Васильєва на вулиці Шевченка                                           |      | Майже кожен радянський пам’ятник Другої світової війни — це монументальна пропаганда Радянського союзу. Тому такі об'єкти мають бути переосмислені та змінені, прибрано: «серпи», «молоти», «радянська батьківщина», «41-й рік» і скульптура червоноармійця. Але збережено відомості про загиблих та перенесені на цвинтар.(потребує часткового демонтажу та перенесення на цвинтар) |
| на могилі М. С. Смирнова, пам'ятник-обеліск                                 |                  | у скверику на Соборній вулиці                                                   |      | Пам'ятник-обеліск на могилі полковника М. С. Смирнова, який загинув під час захоплення Кам'янця-Подільського. Радянська влада спеціально робила поховання не на цвинтарях, а в центрах тих чи інших населених пунктів, як маркер окупації. Ставили там пам'ятники, щоб показати, що ось, це ваші герої — НКВДисти, чекісти, борці за владу Рад, червоноармійці. Це ті, кому має поклонятися середньостатистичний громадянин СРСР.(потребує перенесення на кладовище)                                                              |

Демонтовані пам'ятники Кам'янця-Подільського:
| Назва                                                             | Рік встановлення | Розташування       | Фото | Короткі відомості |
| Танкістам (Радянським танкістам)                                  | 1948             | у сквері           |      | Демонтовано       |
| Синам пролетаріату, які загинули в боротьбі за Владу Рад, обеліск | 1922             | на вулиці Шевченка |      | Демонтовано       |

Заплановані пам'ятники Кам'янця-Подільського:
| Назва                                                           | Рік встановлення      | Розташування                              | Фото | Короткі відомості |
| «Присяга 1919»                                                  | заплановано спорудити | у сквері поблизу майдану Відродження      |      | Пам’ятник «Присязі на вірність УНР» та утвердження статусу міста Кам’янця-Подільського як важливого свідомісного форпосту у боротьбі за незалежність Української держави. 14 жовтня 1919 року у Кам’янці-Подільському біля майдану Відродження відбулася урочиста присяга Директорії, уряду, чиновників і війська на вірність Українській Народній Республіці. Церемонію і парад відвідали представники польської та румунської урядових місій. Українська армія тоді нараховувала 80 тис. осіб. Ініціаторами проекту виступають: Вячеслав Полятинчук, Анатолій Паладійчук та Дмитро Бабюк. |
| Павільйон до Свята Присяги УНР                                  | заплановано спорудити | південно-західний кут майдану Відродження |      | Відтворення павільйону на майдані Відродження, який був створений до Свята Присяги УНР. Великий павільйон був весь викладений килимами, оббитий матерією та оздоблений українськими гербами та прапорами. Біля павільйону була поставлена почесна варта з прапором. |
| Акту Злуки УНР і ЗУНР                                           | заплановано спорудити | на площі Вірменський ринок                |      | Пам’ятник Акту Злуки УНР і ЗУНР. На площі Вірменський ринок у 1919 році відбувся мітинг на честь взяття з’єднаними арміям ЗУНР та УНР Києва. Тут часи Директорії розміщувалися Міністерство внутрішніх справ і Міністерство галицьких справ. |
| Князям Коріатовичам, скульптурна композиція                     | заплановано спорудити | поблизу Новопланівського мосту            |      | Пам’ятник литовсько-руським князям Коріятовичам, які правили на Поділлі та Закарпатті у XIV столітті. Проєкт задумувався у співфінансуванні з литовською стороною. |
| Петлюрі Симону, скульптурна композиція                          | заплановано спорудити | місті Кам'янець-Подільський               |      | Кам'янці довго йде боротьба навколо спорудження пам'ятника Симону Петлюрі та має місцеву політичну конотацію. 2 липня 2004 року, у розпал передвиборчої президентської кампанії голова міської організації Спілки архітекторів Василь Пекло у місцевій газеті «Кам'янець-Подільський вісник» висловив ідею встановити у місті пам'ятники Симону Петлюрі та Івану Огієнку. Вочевидь, не без політичного підтексту — поставити міську владу перед незручним вибором між кандидатами у Президенти Януковичем (який явно не симпатизував Петлюрі) та Ющенком (як національно орієнтований політик міг підтримати таку ініціативу). Архітектора підтримали ряд міських політичних організацій. Питання винесли на сесію міської ради. А депутати відмовили. У 2009 році з такою ж пропозицією виступила місцевий осередок партії Свобода. Топонімічна комісія підтримала ідею. Однак, подальша бюрократія унеможливила появу пам'ятника Симонові Петлюрі у Кам'янці-Подільському. Було становлено пам'ятну дошку, а спроби вшанувати Петлюру постаментом у місті тривають до тепер. |
| Огієнку Івану, скульптурна композиція                           | заплановано спорудити | місті Кам'янець-Подільський               |      | Одна з найважливіших персон пов'язаних зі Кам'янець-Подільським є Іван Огієнко. Виплекане ним у найскладніших умовах 1918—1920 рр. дитя — Кам'янець-Подільський державний український університет — стало першим на Поділлі вогнищем української освіти, науки, культури. Обидва нинішні університети, що діють у місті, — Кам'янець-Подільський державний університет і Подільський державний аграрно-технічний університет — виводять свій родовід від Огієнкового дітища. Якщо сьогодні Кам'янець-Подільський з повним правом називають університетським містом, то першочергова заслуга в цьому одного з фундаторів і першого ректора Кам'янець-Подільського державного українського університету Івана Огієнка. Було становлено пам'ятну дошку, а спроби вшанувати Івана Огієнка постаментом у місті тривають до тепер. |
| Данилу Галицькому (Романовичу), скульптурна композиція          | заплановано спорудити | місті Кам'янець-Подільський               |      | Король Русі, Князь галицький та володимирський. Саме за часів князювання Данила Романовича, а згодом його нащадків, Кам'янець формується як ранньофеодальне місто з чітким розмежуванням ремесла та землеробства і розвинутою торгівлею. У таких скульптурних композиціях переважають монументи з конем. |
| Михайлу Грушевському, скульптурна композиція                    | заплановано спорудити | місті Кам'янець-Подільський               |      | Український історик, громадський та політичний діяч. Голова Центральної Ради Української Народної Республіки (1917—1918). |
| Юхиму Сіцінському, скульптурна композиція                       | заплановано спорудити | місті Кам'янець-Подільський               |      | Український історик, археолог і культурно-громадський діяч Поділля, православний священник, член Історичного товариства Нестора-літописця (від 1896), дійсний член НТШ (від 1899) і Українського наукового товариства в Києві (від 1906), Київського товариства охорони пам'ятників старовини та мистецтва. |
| Пам'ятник Небесній Сотні та Євромайдану, скульптурна композиція | заплановано спорудити | місті Кам'янець-Подільський               |      | Пам'ятник героям Революції гідності та Євромайдану, який заплановано спорудити в місті Кам'янець-Подільський. Найкращим зразком вшанування вважається меморіал пам’яті Героїв Небесної Сотні у Львові розташований на перехресті вулиць Максима Кривоноса та Замкової. З 1 листопада 2016 року до 1 лютого 2017 року відбувався Всеукраїнський відкритий архітектурний конкурс на кращу концепцію облаштування громадського простору. Було подано 25 проектів. Перше місце посів авторський проект творцями якого були Андрій Лесюк, Марія Яструбчак і Христина Пундак. Місце, де мав бути споруджений меморіал узгоджували із родинами загиблих героїв. Також, пам'ятники є в таких містах: Чикаго, Полтаві, Тернополі, Миколаєві, Дерево Свободи Вінниці. |
| Пам'ятник Помаранчевій революції, скульптурна композиція        | заплановано спорудити | місті Кам'янець-Подільський               |      | Пам'ятник мешканцям міста, які брали участь у Помаранчевій Революції, який заплановано спорудити на відкритому архітектурному конкурсі. Подібні пам'ятники є в таких містах: Дрогобич — Колона Свободи, Вінниця, Київ. |

## Виноски
1. ↑  Памятник засновникам Кам'янця-Подільського незабаром зявиться на вулицях міста, інф. за 27-01-2009 на news.turmir.com. Архів оригіналу за 04-03-2016. Процитовано 30-09-2010.
2. ↑  В Кам'янці-Подільському встановлять пам'ятник Симонові Петлюрі [Архівовано 4 березня 2016 у Wayback Machine.] // інф. за 13 лютого 2009 року на www.info.kp.km.ua («Кам'янець-Подільський онлайн») [Архівовано 17 березня 2010 у Wayback Machine.]
3. ↑  Кам'янець-Подільський. Туристичний путівник., Лв.: «Центр Європи», 2007, стор. 269
4. ↑  Папа Іван Павло ІІ - у Кам’янці-Подільському! на canonic.org.ua. Архів оригіналу за 9 червня 2016. Процитовано 30 вересня 2010.
5. ↑  У Кам'янці встановили пам'ятник подільському туристу. Архів оригіналу за 21 лютого 2014. Процитовано 15 лютого 2014.
6. ↑  У Кам’янці-Подільському відкрили пам’ятник Джурі.
7. ↑  «Присяга 1919»: у Кам’янці-Подільському презентували патріотичний проект.
8. ↑  Свято присяги УНР. Історична правда. 14 жовтня 2019. Архів оригіналу за 15 жовтня 2019. Процитовано 12 лютого 2025.
9. ↑  Остання столиця УНР. День. 14 жовтня. Архів оригіналу за 29 листопада 2023. Процитовано 12 лютого 2025.
10. ↑  У Кам’янці-Подільському хочуть поставити пам’ятник литовсько-руським князям Коріятовичам.
11. ↑  Симон Петлюра за парканом національної свідомості українців. Архів оригіналу за 1 червня 2022. Процитовано 19 квітня 2022.
12. ↑  Меморіал пам’яті Героїв Небесної Сотні у Львові, або місце пам’яті нашого часу